# Bengt Lundholm
Bengt Lundholm, född 4 augusti 1955 i Falun, är en svensk före detta ishockeyspelare som spelade 275 matcher i NHL för Winnipeg Jets. 
Han representerade Sverige i Tre Kronor i Canada Cup 1981, OS 1980 och i fyra VM (1976-1979). Totalt blev det 90 A-lagsmatcher, 7 B-lags och 31 matcher i juniorlagen. 
Han blev svensk mästare 1975 med Leksands IF.

## Meriter
- VM-silver 1977
- VM-brons 1976, 1979
- EM-silver 1977
- EM-brons 1976, 1978, 1979
- OS-brons 1980
- SM-guld 1975
- JSM-guld 1975
- JEM-guld 1974
- Sveriges All Star Team 1978
- Stora Grabbars Märke nummer 106

## Klubbar
- Falu IF 1971-1973 Division 2/Division 1
- Leksands IF 1973-1977 Elitserien
- AIK Ishockey 1977-1981 Elitserien
- Winnipeg Jets 1981-1986 NHL
- AIK Ishockey 1985-1987 Elitserien/Division 1